# Cherokee (North Carolina)
 For alternative betydninger, se Cherokee (flertydig). (Se også artikler, som begynder med Cherokee)
Cherokee (skrevet med cherokee alfabetet: ᏣᎳᎩ) er en bebyggelse i Swain County i staten North Carolina i USA. Bebyggelsen er et såkaldt Census Designated Place, det vil sige et område, der defineres af United States Census Bureau udelukkende af statistiske grunde. Bebyggelsen er derfor ikke defineret som en by. Cherokee er hovedsæde for Eastern Band of Cherokee Indians., og foruden i Swain County ligger byen også i Qualla forvaltningsområdet cheroksernes område i North Carolina. Det oprindelige cherokesiske navn for byen var Elawohdi (ᎡᎳᏬᏗ) eller "Den gule bakke", som stammens medlemmer stadig kalder byen.

## Geografi
Cherokee ligger i Oconaluftee floddalen I det vestlige del af North Carolina, i den sydlige del af Great Smoky Mountains og lige uden for Great Smoky Mountains National Park. Oconaluftee River flyder gennem byen, og langs med en del af floden finder man Oconaluftee Islands Park, som er meget benyttet af de lokale, blandt andet til badning i floden og andre fritidsaktiviteter. Bebyggelsen ligger hvor de to hovedveje, US Highway 19 og US Highway 441 mødes, og den 750 km lange, naturskønne vej, Blue Ridge Parkway har sit sydlige endepunkt lige uden for byen.
Bebyggelsen ligger 607 m over havets overflade og dækker et areal på 31 km2. Fra Cherokee går en 21 km lang (hver vej) vandresti til Mount Guyot som med sine 2.018 m over havet er det næsthøjeste bjerg i Great Smoky Mountains.

## Demografi
Ved folketællingen i 2010 havde Cherokee 2.138 indbyggere, hvilket svarer til en befolkningstæthed på 69 per km2. Knap 12 % af indbyggerne var hvide, mens ca. 81 % var oprindelige amerikanere, 7 % var andre racer. Dette er den største koncentration af oprindelige amerikanere i noget statistisk område i North Carolina. Godt 6 % af indbyggerne taler cherokee. For at medvirke til at sikre sprogets fortsatte eksistens og levedygtighed undervises der i sproget i alle skoler i Cherokee, og de fleste af byens gadeskilte er skrevet med både latinske bogstaver og det cherokesiske alfabet.
20 % af befolkningen var under 18 og 20 % var 65 eller mere. Oprindelige amerikanere var gennemsnitligt lidt yngre (ca. 41 år) end andre (ca. 45 år).
Medianindkomsten for en husholdning var i 2010 $ 27.338. 19,5 % af befolkningen levede under den officielle fattigdomsgrænse. 73 % af befolkningen ejede deres ejet hjem, mens 27 % boede til leje.

## Turisme
Cherokee får en stor del af sine indtægter fra turisme. Byen benyttes som overnatningssted for mange turister, der besøger Great Smoky Mountains nationalparken, eller som kører mod syd af Blue Ridge Parkway. I byen finder man blandt andet Museum of the Cherokee Indian, samt Qualla Arts and Crafts Mutual, en butik ejet af Eastern Band of Cherokee Indians, der sælger originalt, cherokesisk kunsthåndværk. Desuden findes der adskillige souvenirbutikker af mere eller mindre lødig karakter.
I udkanten af byen ved indgangen til Great Smoky Mountains nationalparken finder man Mountain Farm Museum og ikke langt derfra den gamle vandmølle, Mingus Mill.
Lige uden for byen ligger Oconaluftee Indian Village, hvor cherokeserne viser hvordan stammen levede omkring 1750.. Ved siden af landsbyen ligger en mindre botanisk have.
I nærheden af "landsbyen" ligger ligeledes byens friluftsscene, Mountainside Theater, hvor der hver sommer opføres forestillingen Unto These Hills, der fortæller cherokesernes historie fra spaniernes ankomst til Amerika omkring 1540 frem til 1838, hvor hovedparten af stammen blev fordrevet til Oklahoma på det såkaldte Trail of Tears.. Begyndt i 1960, er dette den længst spillede forestilling af sin art i USA.

### Kasinodrift
Byens væsentligste indtægtskilde er Harrah's Cherokee Casino, der åbnede i 1997. Kasinoet blev i 2005 besøgt af næsten 4 millioner mennesker, og dette tal er steget siden. Hvert år siden åbningen er overført ca. $ 5 millioner til en fond, Cherokee Preservation Foundation, som har til formål at fremme økonomiske aktiviteter, der ikke er baseret på spil, beskytte miljøet samt at sikre stammens arv og kultur. Halvdelen af kasinoets overskud udbetales til stammens medlemmer som en årlig bonus, der siden 2004 har udgjort mindst $ 5.000 og i nogle år op til $ 8.000 pr. stammemedlem.

## Eksterne kilder
- Official Website of the Eastern Band of Cherokee Indians Arkiveret 19. januar 2012 hos  Wayback Machine (tribal forms)
- Officiel hjemmeside for Cherokee.

35°28′37″N 83°19′14″V / 35.476944444444°N 83.320555555556°V